# Архитектура Набережных Челнов

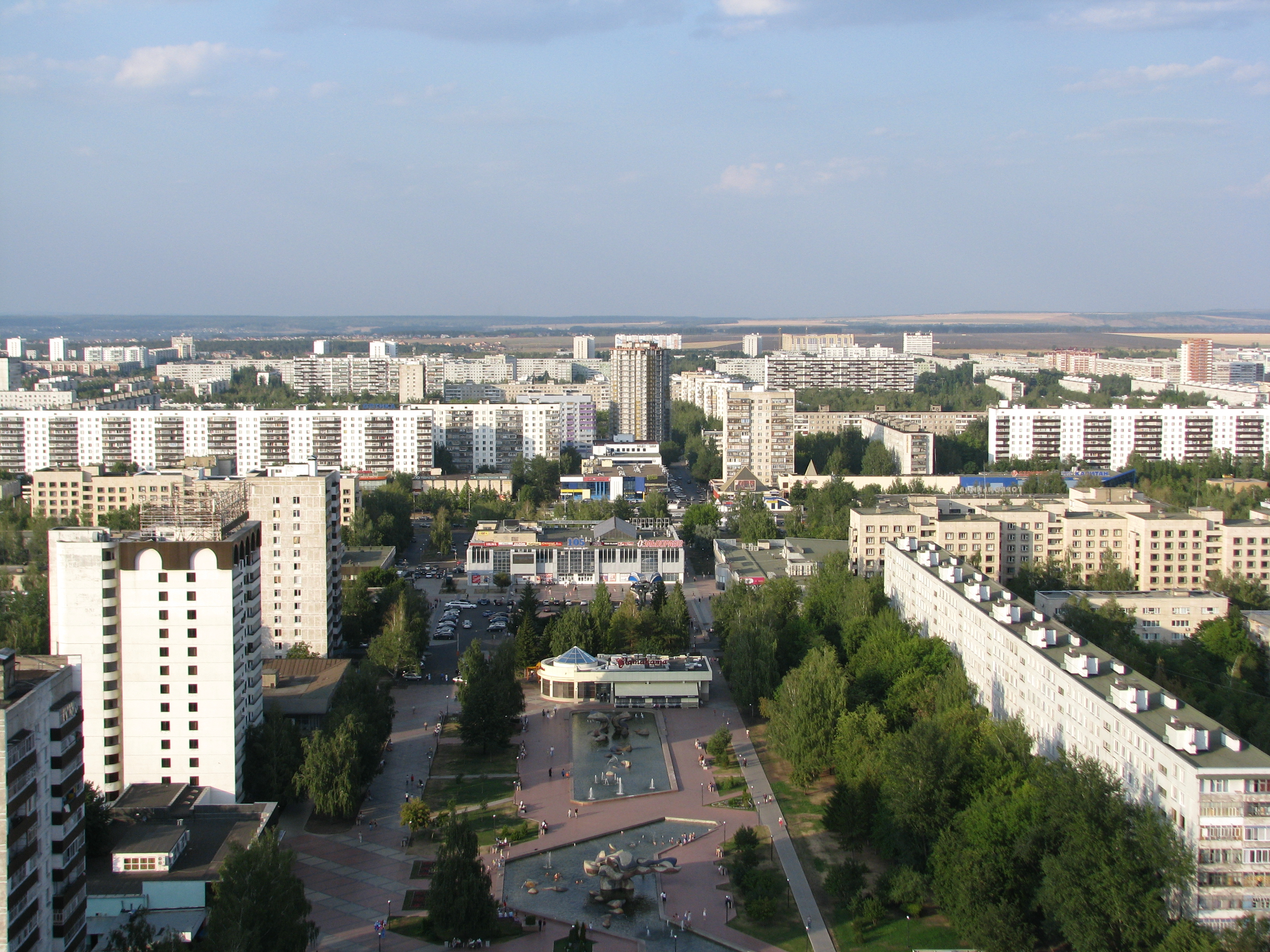
Многоэтажная жилая застройка с бульваром — бульвар Энтузиастов в Новом Городе

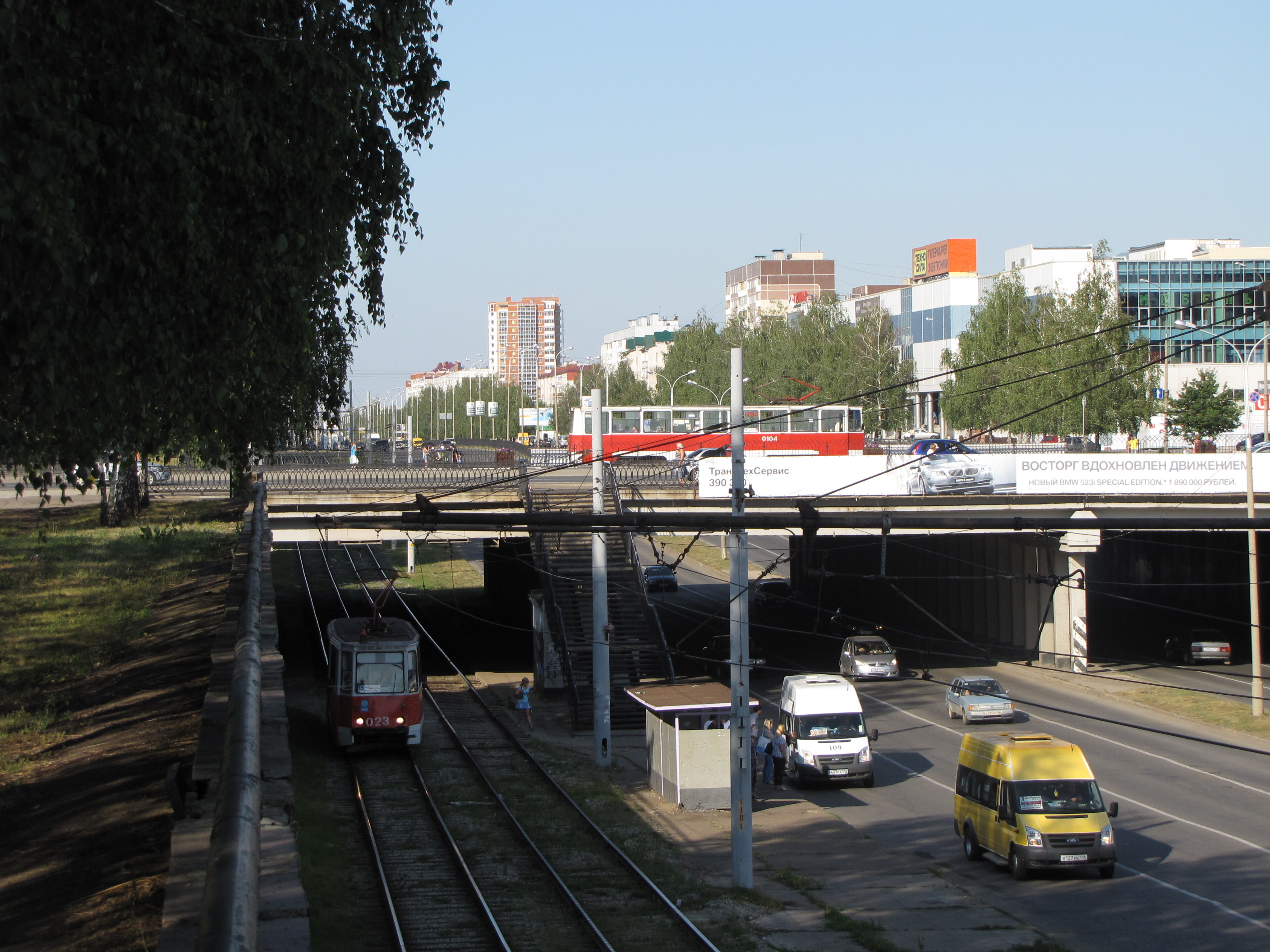
Типичная развязка — пересечение Московского проспекта и проспекта Вахитова

Набережные Челны — уникальный в своём роде город, практически заново возведённый в 1970-1980-х годах и ставший одним из двух крупнейших последних новых советских городов наряду с Тольятти.
При строительстве города советскими архитекторами была заложена грамотная инженерная и транспортная инфраструктура, продумана инсоляция, аэрация, зелёные зоны. Набережные Челны на долгое время стали одним из центров развития градостроительства не только на северо-востоке Татарстана, но и в определенном смысле всего Советского Союза.
Однако при этом, учитывая короткий срок строительства города, просто невозможно было создать уникальную, самобытную архитектуру. Поэтому город в значительной степени застроен типовыми многоэтажными домами.

## Конец XIX — начало XX веков

Улица Центральная в начале XX века

К историко-архитектурному наследию города можно отнести здания Свято-Вознесенского кафедрального собора (1872 — 1882 годы), храма Косьмы и Дамиана (1845 — 1859 годы), большие купеческие дома, торговые лавки на улице Центральная (построенные в период конца XIX — начала XX веков).
В начале XX века символом города, стал крупнейший в России речной элеватор, построенный под руководством иностранных фирм и специалистов, в 1914 — 1917 годах на средства государственного банка России. Данное сооружение является единственным сохранившимся в городе памятником промышленной архитектуры. В 2002 году Набережночелнинский элеватор был включён в государственный охранный реестр местного значения.
|                          |  |                              |  |                      |
| Свято-Вознесенский собор |  | Набережночелнинский элеватор |  | Храм Космы и Дамиана |

## Вторая половина XX века
Датой второго рождения Набережных Челнов можно считать 1964 год, когда в городе на Каме было создано Управление строительства «Камгэсэнергострой» в связи со строительством Нижнекамской ГЭС и первых заводов. С этого момента город начал обретать новое архитектурное лицо.
Ввиду принятия решения о расположении в городе нового крупнейшего в стране завода грузовиков КамАЗ и других производств, в 1972 году был разработан генеральный план застройки Набережных Челнов, разработчиком которого выступил ЦНИИЭП-жилища. Застройка проектировалась московским проектным институтом по градостроительству, который возглавлял народный архитектор СССР — Борис Рубаненко.
Основное решение проектировщиков заключалось в том, чтобы кварталы массового жилья, с одной стороны, были на значительном удалении от промплощадки КамАЗа, с другой стороны, выходили на берег водохранилища Камы и лесные массивы. Новые жилые кварталы строились и в старой части города и на примыкающей территории (ныне Комсомольский район). Но самое масштабное строительство осуществлено «в чистом поле» Нового Города — Автозаводском и Центральном районах, где была устроена уникальная система альтернативной адресации зданий (номер комплекса — номер дома). Крупный градостроительный масштаб расположенных преимущественно ортогонально и имеющих сразу двухуровневые развязки транспортных магистралей и проспектов, идущих от комплекса заводов к берегу реки Камы и в поперечном направлении от старой к новой части города, раскрывался также в дополнительной сетке зеленых пешеходных бульваров, расположенных в жилых районах.
На первом этапе, ускоряя решение проблемы жилья, архитекторы не придавали значения монотонности монохромных бело-серых фасадов крупнопанельных «коробок». В конце 1970-х годов появляется переломное для города решение Челнинского ОРП ЦНИИЭП жилища и ДСК — разнообразить цветовую гамму строящихся зданий. Для облицовки фасадов стали использовать цветную керамическую плитку, что породило множество вариантов цветовых решений. Ритмичное чередование тонов — красных, бирюзовых, синих — в массе светлой по колориту застройки украсило город и придало индивидуальность его микрорайонам.
В 1970-1980-х годах в Набережных Челнах были созданы разнообразные по своей композиции жилые районы, основанные на единой художественной композиции с учётом градостроительных особенностей и местоположения. Так, Автозаводский проспект застроен тремя протяжёнными магазинами и блоками обслуживания, на торцах 9-этажных жилых домов серии II-49; между ними — 14-этажные жилые дома серии И-209. По фронту Московского проспекта возвышаются протяжённые 9-этажные с группой 12-этажных односекционных домов серии II-18/12 с блоками обслуживания. Среди жилых зданий Нового Города имеются в том числе оригинальные многоэтажки 83-й серии на псевдосваях, которых жители города прозвали сороконожками.
|                                       |  |                                        |
| Жилые дома на Автозаводском проспекте |  | Жилая застройка вдоль проспекта Чулман |

## Конец ХХ — начало XXI веков

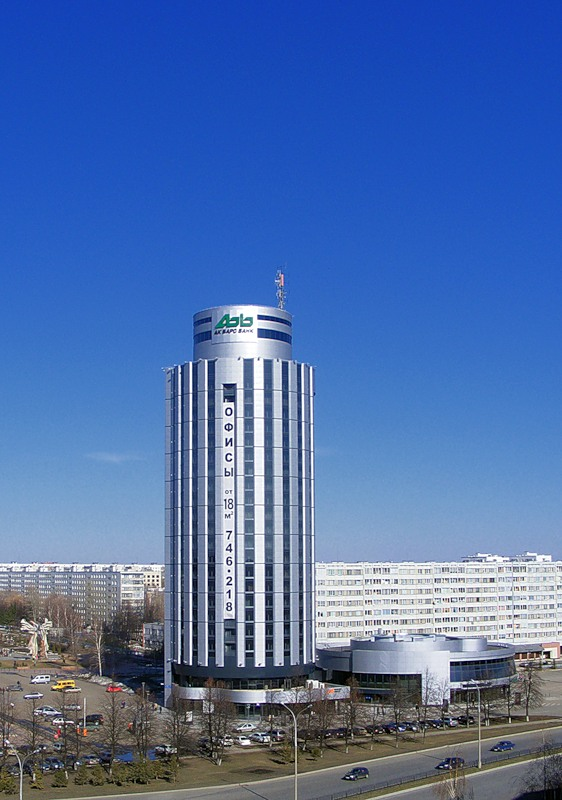
25-этажное здание бизнес-центра «2.18»

Архитектура 1990-х годов отличается индивидуальностью и комплексным подходом. В жилой застройке наряду с многоэтажными домами выделяются торговые комплексы, особняки, коттеджные посёлки. Культовая архитектура представлена мечетями «Тауба», «Абузар», «Ихлас», церковью Серафима Саровского.
В 2000-х годах началось оживление производств и новое развитие города. Появляются новые здания и целые микрорайоны — Радужный, Яшьлек, Замелекесье и т. д. Было достроено начатое ещё в советское время и остававшееся знаменитым «долгостроем» высотное здание бизнес-центра 2/18, появились ИТ-парк, множество торговых и развлекательных центров, рынков, банков, единственный стационарный в Поволжье Набережночелнинский дельфинарий, ледовый дворец и другие новые объекты.
В 2006 году принят новый генплан города (разработчик — «Татинвестгражданпроект»), предусматривающий к 2025 году увеличение жилищного фонда с 8,9 до 13,1 тысяч м² и территории с 14,6 до 20 тысяч га. Планируется завершить возведение крупных жилых массивов — вышеупомянутых, а также «XVIII» и «Прибрежный» из нескольких микрорайонов общей площадью в 216 га, жилой площадью 1,15 млн ка.м. и стоимостью застройки 31 млрд руб. Также планируется построить новый деловой центр Набережных Челнов «Chelny-Сity» на проспекте Сююмбике и цирк в 47 комплексе. Ближайшей перспективой планируется создание набережной с благоустройством парка «Прибрежный» и гребным каналом. Строится одна из крупнейших и высочайших в стране соборная мечеть «Джамиг».
|                                                            |  |                                                                    |  |                                         |
| Жилой дом 19/01 — самое высокое здание в Набережных Челнах |  | Здание ИТ-парка (бывший недостроенный вычислительный центр КАМАЗа) |  | Строительство нового микрорайона Яшьлек |